# Paris-Roubaix 2023
Paris-Roubaix 2023 var den 120. udgave af det franske brostensmonument Paris-Roubaix. Det 256,6 km lange linjeløb, hvoraf de 54,5 km var på brosten, blev kørt den 9. april 2023 med start i Compiègne og mål på Vélodrome André-Pétrieux i Roubaix. Løbet var 16. arrangement på UCI World Tour 2023.
De 18 World Tour-hold og syv ProTeams stillede hver til start med syv ryttere. Forsvarende mester var Dylan van Baarle, som inden sæsonstarten skiftede fra Ineos Grenadiers til Team Jumbo-Visma. Tidligere vindere af løbet der stillede til start var udover van Baarle, Peter Sagan (2018) fra Team TotalEnergies, Greg Van Avermaet (2017) fra AG2R Citroën Team og John Degenkolb (2015) fra Team DSM.
En af løbets store forhåndsfavoritter, Mathieu van der Poel fra Alpecin-Deceuninck, blev en sikker vinder af løbet. Holdkammerat Jasper Philipsen kom ind på andenpladsen, 46 sekunder efter van der Poel, mens Team Jumbo-Vismas Wout van Aert blev nummer tre.

## Ruten
Den officielle start gik fra Château de Compiègne i Compiègne. Derefter gik turen i nordlig retning i den fladeste del af Frankrig, inden rytterne cirka seks timer senere skulle køre halvanden omgang på Vélodrome André-Pétrieux i Roubaix hvor målstregen fandtes. Undervejs skulle der passeres 29 sektorer med brosten, hvor den første kom efter 96,3 kilometers kørsel. De mest berømte og sværeste pavéer var Arenbergskoven, Mons-en-Pevele og Carrefour de l'Arbre, som var de eneste med det maksimale fem stjerner i sværhedsgrad. Stjernerne på pavéerne blev uddelt efter længde, hvor jævnt stenene lagde, den overordnede stand af pavéen, samt dens lokation.

### Pavéerne i løbet
| Sektor | Km    | Lokation                                  | Længde (m) | Sværhedsgrad |
| ------ | ----- | ----------------------------------------- | ---------- | ------------ |
| 29     | 96,3  | Troisvilles > Inchy                       | 2.200      | 02           |
| 28     | 102,8 | Viesly > Quiévy                           | 1.800      | 03           |
| 27     | 105,4 | Quiévy > Saint-Python                     | 3.700      | 04           |
| 26     | 110,1 | Saint-Python                              | 1.500      | 02           |
| 25     | 117,2 | Vertain > Saint-Martin-sur-Écaillon       | 2.300      | 03           |
| 24     | 127,2 | Verchain-Maugré > Quérénaing              | 1.600      | 03           |
| 23     | 129,9 | Quérénaing > Maing                        | 2.500      | 03           |
| 22     | 133   | Maing > Monchaux-sur-Écaillon             | 1.600      | 03           |
| 21     | 139,6 | Haspres > Thiant                          | 1.700      | 03           |
| 20     | 153,1 | Haveluy > Wallers                         | 2.500      | 04           |
| 19     | 161,3 | Arenbergskoven                            | 2.300      | 05           |
| 18     | 167,4 | Wallers > Hélesmes                        | 1.600      | 03           |
| 17     | 174,1 | Hornaing > Wandignies-Hamage              | 3.700      | 04           |
| 16     | 181,6 | Warlaing > Brillon                        | 2.400      | 03           |
| 15     | 185,1 | Tilloy-lez-Marchiennes > Sars-et-Rosières | 2.400      | 04           |
| 14     | 191,4 | Beuvry-la-Forêt > Orchies                 | 1.400      | 03           |
| 13     | 196,5 | Orchies                                   | 1.700      | 03           |
| 12     | 202,6 | Auchy-lez-Orchies > Bersée                | 2.700      | 04           |
| 11     | 208   | Mons-en-Pévèle                            | 3.000      | 05           |
| 10     | 214   | Mérignies > Avelin                        | 700        | 02           |
| 9      | 217,4 | Pont-Thibaut > Ennevelin                  | 1.400      | 03           |
| 8      | 222,8 | Templeuve (L'Épinette)                    | 200        | 01           |
| 8      | 223,3 | Templeuve (Moulin-de-Vertain)             | 500        | 02           |
| 7      | 229,8 | Cysoing > Bourghelles                     | 1.300      | 03           |
| 6      | 232,3 | Bourghelles > Wannehain                   | 1.100      | 03           |
| 5      | 236,7 | Camphin-en-Pévèle                         | 1.800      | 04           |
| 4      | 239,5 | Carrefour de l'Arbre                      | 2.100      | 05           |
| 3      | 241,8 | Gruson                                    | 1.100      | 02           |
| 2      | 248,4 | Willems > Hem                             | 1.400      | 02           |
| 1      | 255,2 | Roubaix (Espace Charles Crupelandt)       | 300        | 01           |

## Resultat
| \| Samlede stilling \| Samlede stilling \| Samlede stilling \| Samlede stilling \| Samlede stilling \| \| Rytter \| Rytter \| Hold \| Tid \| \| \| ---------------- \| -------------------- \| ------------------------ \| ---------------- \| ---------------- \| \| 1. \| Mathieu van der Poel \| Alpecin-Deceuninck \| 5t 28' 41" \| \| \| 2. \| Jasper Philipsen \| Alpecin-Deceuninck \| + 46" \| \| \| 3. \| Wout van Aert \| Jumbo-Visma \| + 46" \| \| \| 4. \| Mads Pedersen \| Trek-Segafredo \| + 50" \| \| \| 5. \| Stefan Küng \| Groupama-FDJ \| + 50" \| \| \| 6. \| Filippo Ganna \| Ineos Grenadiers \| + 50" \| \| \| 7. \| John Degenkolb \| Team DSM \| + 2' 35" \| \| \| 8. \| Max Walscheid \| Cofidis \| + 3' 31" \| \| \| 9. \| Laurenz Rex \| Intermarché-Circus-Wanty \| + 3' 35" \| \| \| 10. \| Christophe Laporte \| Jumbo-Visma \| + 4' 11" \| \| \| 11. \| Gianni Vermeersch \| Alpecin-Deceuninck \| + 4' 11" \| \| \| 12. \| Florian Vermeersch \| Lotto Dstny \| + 4' 11" \| \| \| 13. \| Sjoerd Bax \| UAE Team Emirates \| + 4' 11" \| \| \| 14. \| Nathan Van Hooydonck \| Jumbo-Visma \| + 4' 11" \| \| \| 15. \| Alexander Kristoff \| Uno-X Pro Cycling Team \| + 5' 36" \| \| \| 16. \| Sep Vanmarcke \| Israel-Premier Tech \| + 5' 36" \| \| \| 17. \| Mike Teunissen \| Intermarché-Circus-Wanty \| + 5' 36" \| \| \| 18. \| Dries Van Gestel \| TotalEnergies \| + 5' 36" \| \| \| 19. \| Matteo Trentin \| UAE Team Emirates \| + 5' 36" \| \| \| 20. \| Jasper Stuyven \| Trek-Segafredo \| + 5' 36" \| \| |                      |                          |            |
| |                      |                          |            |
| Kilde: ProCyclingStats |                      |                          |            |
| Samlede stilling |                      |                          |            |
| Rytter | Rytter               | Hold                     | Tid        |
| 1. | Mathieu van der Poel | Alpecin-Deceuninck       | 5t 28' 41" |
| 2. | Jasper Philipsen     | Alpecin-Deceuninck       | + 46"      |
| 3. | Wout van Aert        | Jumbo-Visma              | + 46"      |
| 4. | Mads Pedersen        | Trek-Segafredo           | + 50"      |
| 5. | Stefan Küng          | Groupama-FDJ             | + 50"      |
| 6. | Filippo Ganna        | Ineos Grenadiers         | + 50"      |
| 7. | John Degenkolb       | Team DSM                 | + 2' 35"   |
| 8. | Max Walscheid        | Cofidis                  | + 3' 31"   |
| 9. | Laurenz Rex          | Intermarché-Circus-Wanty | + 3' 35"   |
| 10. | Christophe Laporte   | Jumbo-Visma              | + 4' 11"   |
| 11. | Gianni Vermeersch    | Alpecin-Deceuninck       | + 4' 11"   |
| 12. | Florian Vermeersch   | Lotto Dstny              | + 4' 11"   |
| 13. | Sjoerd Bax           | UAE Team Emirates        | + 4' 11"   |
| 14. | Nathan Van Hooydonck | Jumbo-Visma              | + 4' 11"   |
| 15. | Alexander Kristoff   | Uno-X Pro Cycling Team   | + 5' 36"   |
| 16. | Sep Vanmarcke        | Israel-Premier Tech      | + 5' 36"   |
| 17. | Mike Teunissen       | Intermarché-Circus-Wanty | + 5' 36"   |
| 18. | Dries Van Gestel     | TotalEnergies            | + 5' 36"   |
| 19. | Matteo Trentin       | UAE Team Emirates        | + 5' 36"   |
| 20. | Jasper Stuyven       | Trek-Segafredo           | + 5' 36"   |

## Hold og ryttere
| UCI WorldTeams (18)- AG2R Citroën Team - Alpecin-Deceuninck - Astana Qazaqstan Team - Bahrain Victorious - Bora-Hansgrohe - Cofidis - EF Education-EasyPost - Groupama-FDJ - Ineos Grenadiers - Intermarché-Circus-Wanty - Jumbo-Visma - Movistar Team - Soudal Quick-Step - Arkéa-Samsic - Team DSM - Team Jayco AlUla - Trek-Segafredo - UAE Team Emirates UCI ProTeams (7)- Bingoal WB - TotalEnergies - Lotto Dstny - Israel-Premier Tech - Q36.5 Pro Cycling Team - Team Flanders-Baloise - Uno-X Pro Cycling Team |
| |

### Danske ryttere
| Danske ryttere på startlisten |                      |                          |           |
| Rygnummer                     | Rytter               | Hold                     | Placering |
| 51                            | Mads Pedersen        | Trek-Segafredo           | 4         |
| 61                            | Kasper Asgreen       | Soudal Quick-Step        | DNF       |
| 92                            | Tobias Lund Andresen | Team DSM                 | DNF       |
| 145                           | Mikkel Bjerg         | UAE Team Emirates        | 40        |
| 172                           | Louis Bendixen       | Uno-X Pro Cycling Team   | 98        |
| 174                           | William Blume Levy   | Uno-X Pro Cycling Team   | 122       |
| 184                           | Mathias Norsgaard    | Movistar Team            | 65        |
| 193                           | Julius Johansen      | Intermarché-Circus-Wanty | 71        |
| 235                           | Alexander Salby      | Bingoal WB               | DNF       |

* DNF = gennemførte ikke

### Startliste
| Jumbo-Visma TJV | Jumbo-Visma TJV            | Jumbo-Visma TJV |
| --------------- | -------------------------- | --------------- |
| Nr.             | Rytter                     | Placering       |
| 1               | Dylan van Baarle (NED)     | DNF             |
| 2               | Edoardo Affini (ITA)       | 111.            |
| 3               | Christophe Laporte (FRA)   | 10.             |
| 4               | Timo Roosen (NED)          | 91.             |
| 5               | Tim van Dijke (NED)        | 43.             |
| 6               | Nathan Van Hooydonck (BEL) | 14.             |
| 7               | Wout van Aert (BEL)        | 3.              |

| Groupama-FDJ GFC | Groupama-FDJ GFC      | Groupama-FDJ GFC |
| ---------------- | --------------------- | ---------------- |
| Nr.              | Rytter                | Placering        |
| 11               | Stefan Küng (SUI)     | 5.               |
| 12               | Lewis Askey (GBR)     | 25.              |
| 13               | Olivier Le Gac (FRA)  | 57.              |
| 14               | Fabian Lienhard (SUI) | 34.              |
| 15               | Miles Scotson (AUS)   | 56.              |
| 16               | Jake Stewart (GBR)    | DNF              |
| 17               | Samuel Watson (GBR)   | 121.             |

| Alpecin-Deceuninck ADC | Alpecin-Deceuninck ADC     | Alpecin-Deceuninck ADC |
| ---------------------- | -------------------------- | ---------------------- |
| Nr.                    | Rytter                     | Placering              |
| 21                     | Mathieu van der Poel (NED) | 1.                     |
| 22                     | Silvan Dillier (SUI)       | 42.                    |
| 23                     | Michael Gogl (AUT)         | 123.                   |
| 24                     | Kaden Groves (AUS)         | 31.                    |
| 25                     | Jasper Philipsen (BEL)     | 2.                     |
| 26                     | Jonas Rickaert (BEL)       | 48.                    |
| 27                     | Gianni Vermeersch (BEL)    | 11.                    |

| Bahrain Victorious TBV | Bahrain Victorious TBV | Bahrain Victorious TBV |
| ---------------------- | ---------------------- | ---------------------- |
| Nr.                    | Rytter                 | Placering              |
| 31                     | Matej Mohorič (SLO)    | 29.                    |
| 32                     | Kamil Gradek (POL)     | DNF                    |
| 33                     | Fran Miholjević (CRO)  | 134.                   |
| 34                     | Jonathan Milan (ITA)   | DNF                    |
| 35                     | Andrea Pasqualon (ITA) | 41.                    |
| 36                     | Dušan Rajović (SRB)    | DNF                    |
| 37                     | Fred Wright (GBR)      | DNF                    |

| Ineos Grenadiers IGD | Ineos Grenadiers IGD   | Ineos Grenadiers IGD |
| -------------------- | ---------------------- | -------------------- |
| Nr.                  | Rytter                 | Placering            |
| 41                   | Filippo Ganna (ITA)    | 6.                   |
| 42                   | Kim Heiduk (GER)       | 96.                  |
| 43                   | Luke Rowe (GBR)        | 127.                 |
| 44                   | Magnus Sheffield (USA) | 92.                  |
| 45                   | Connor Swift (GBR)     | 68.                  |
| 46                   | Joshua Tarling (GBR)   | HD                   |
| 47                   | Cameron Wurf (AUS)     | 128.                 |

| Trek-Segafredo TFS | Trek-Segafredo TFS             | Trek-Segafredo TFS |
| ------------------ | ------------------------------ | ------------------ |
| Nr.                | Rytter                         | Placering          |
| 51                 | Mads Pedersen (DEN)            | 4.                 |
| 52                 | Daan Hoole (NED)               | 49.                |
| 53                 | Alex Kirsch (LUX)              | 87.                |
| 54                 | Emīls Liepiņš (LAT) (landevej) | 105.               |
| 55                 | Jasper Stuyven (BEL)           | 20.                |
| 56                 | Edward Theuns (BEL)            | 73.                |
| 57                 | Mathias Vacek (CZE)            | 67.                |

| Soudal Quick-Step SOQ | Soudal Quick-Step SOQ             | Soudal Quick-Step SOQ |
| --------------------- | --------------------------------- | --------------------- |
| Nr.                   | Rytter                            | Placering             |
| 61                    | Kasper Asgreen (DEN)              | DNF                   |
| 62                    | Davide Ballerini (ITA)            | DNF                   |
| 63                    | Tim Declercq (BEL)                | 53.                   |
| 64                    | Yves Lampaert (BEL)               | 24.                   |
| 65                    | Tim Merlier (BEL) (landevej)      | 23.                   |
| 66                    | Florian Sénéchal (FRA) (landevej) | 63.                   |
| 67                    | Bert Van Lerberghe (BEL)          | DNF                   |

| Bora-Hansgrohe BOH | Bora-Hansgrohe BOH           | Bora-Hansgrohe BOH |
| ------------------ | ---------------------------- | ------------------ |
| Nr.                | Rytter                       | Placering          |
| 71                 | Nils Politt (GER) (landevej) | 35.                |
| 72                 | Shane Archbold (NZL)         | DNF                |
| 73                 | Patrick Gamper (AUT)         | 60.                |
| 74                 | Marco Haller (AUT)           | 80.                |
| 75                 | Jonas Koch (GER)             | 109.               |
| 76                 | Jordi Meeus (BEL)            | 112.               |
| 77                 | Ryan Mullen (IRL)            | 116.               |

| Lotto Dstny LTD | Lotto Dstny LTD          | Lotto Dstny LTD |
| --------------- | ------------------------ | --------------- |
| Nr.             | Rytter                   | Placering       |
| 81              | Florian Vermeersch (BEL) | 12.             |
| 82              | Cedric Beullens (BEL)    | 27.             |
| 83              | Arnaud De Lie (BEL)      | 50.             |
| 85              | Frederik Frison (BEL)    | DNF             |
| 86              | Sébastien Grignard (BEL) | DNF             |
| 87              | Liam Slock (BEL)         | 58.             |
| 88              | Brent Van Moer (BEL)     | 54.             |

| Team DSM DSM | Team DSM DSM               | Team DSM DSM |
| ------------ | -------------------------- | ------------ |
| Nr.          | Rytter                     | Placering    |
| 91           | John Degenkolb (GER)       | 7.           |
| 92           | Tobias Lund Andresen (DEN) | DNF          |
| 93           | Pavel Bittner (CZE)        | DNF          |
| 94           | Alberto Dainese (ITA)      | 77.          |
| 95           | Nils Eekhoff (NED)         | 86.          |
| 96           | Tim Naberman (NED)         | 76.          |
| 97           | Sam Welsford (AUS)         | 132.         |

| AG2R Citroën Team ACT | AG2R Citroën Team ACT   | AG2R Citroën Team ACT |
| --------------------- | ----------------------- | --------------------- |
| Nr.                   | Rytter                  | Placering             |
| 101                   | Greg Van Avermaet (BEL) | 37.                   |
| 102                   | Stan Dewulf (BEL)       | 104.                  |
| 103                   | Pierre Gautherat (FRA)  | 83.                   |
| 104                   | Oliver Naesen (BEL)     | 66.                   |
| 105                   | Antoine Raugel (FRA)    | 90.                   |
| 106                   | Michael Schär (SUI)     | 69.                   |
| 107                   | Damien Touzé (FRA)      | 107.                  |

| TotalEnergies TEN | TotalEnergies TEN            | TotalEnergies TEN |
| ----------------- | ---------------------------- | ----------------- |
| Nr.               | Rytter                       | Placering         |
| 111               | Peter Sagan (SVK) (landevej) | DNF               |
| 112               | Edvald Boasson Hagen (NOR)   | 126.              |
| 113               | Maciej Bodnar (POL)          | DNF               |
| 114               | Daniel Oss (ITA)             | DNF               |
| 115               | Geoffrey Soupe (FRA)         | 129.              |
| 116               | Anthony Turgis (FRA)         | 74.               |
| 117               | Dries Van Gestel (BEL)       | 18.               |

| Israel-Premier Tech IPT | Israel-Premier Tech IPT         | Israel-Premier Tech IPT |
| ----------------------- | ------------------------------- | ----------------------- |
| Nr.                     | Rytter                          | Placering               |
| 121                     | Sep Vanmarcke (BEL)             | 16.                     |
| 122                     | Guillaume Boivin (CAN)          | 45.                     |
| 123                     | Itamar Einhorn (ISR) (landevej) | 124.                    |
| 124                     | Derek Gee (CAN)                 | 135.                    |
| 125                     | Jens Reynders (BEL)             | 119.                    |
| 126                     | Tom Van Asbroeck (BEL)          | 30.                     |
| 127                     | Rick Zabel (GER)                | 64.                     |

| Arkéa-Samsic ARK | Arkéa-Samsic ARK      | Arkéa-Samsic ARK |
| ---------------- | --------------------- | ---------------- |
| Nr.              | Rytter                | Placering        |
| 131              | Matis Louvel (FRA)    | 47.              |
| 132              | Jenthe Biermans (BEL) | 51.              |
| 133              | David Dekker (NED)    | 110.             |
| 134              | Hugo Hofstetter (FRA) | 78.              |
| 135              | Daniel McLay (GBR)    | DNF              |
| 136              | Luca Mozzato (ITA)    | 21.              |
| 137              | Clément Russo (FRA)   | DNF              |

| UAE Team Emirates UAD | UAE Team Emirates UAD      | UAE Team Emirates UAD |
| --------------------- | -------------------------- | --------------------- |
| Nr.                   | Rytter                     | Placering             |
| 141                   | Matteo Trentin (ITA)       | 19.                   |
| 142                   | Pascal Ackermann (GER)     | DNF                   |
| 143                   | Rui Oliveira (POR)         | 52.                   |
| 144                   | Sjoerd Bax (NED)           | 13.                   |
| 145                   | Mikkel Bjerg (DEN)         | 40.                   |
| 146                   | Ryan Gibbons (RSA)         | 88.                   |
| 147                   | Vegard Stake Laengen (NOR) | 44.                   |

| Cofidis COF | Cofidis COF            | Cofidis COF |
| ----------- | ---------------------- | ----------- |
| Nr.         | Rytter                 | Placering   |
| 151         | Max Walscheid (GER)    | 8.          |
| 152         | Piet Allegaert (BEL)   | DNF         |
| 153         | André Carvalho (POR)   | 94.         |
| 154         | Wesley Kreder (NED)    | 61.         |
| 155         | Christophe Noppe (BEL) | 95.         |
| 156         | Alexis Renard (FRA)    | 28.         |
| 157         | Jelle Wallays (BEL)    | 93.         |

| Team Jayco AlUla JAY | Team Jayco AlUla JAY    | Team Jayco AlUla JAY |
| -------------------- | ----------------------- | -------------------- |
| Nr.                  | Rytter                  | Placering            |
| 161                  | Zdeněk Štybar (CZE)     | 79.                  |
| 162                  | Alexandre Balmer (SUI)  | 106.                 |
| 163                  | Luke Durbridge (AUS)    | 100.                 |
| 164                  | Kelland O'Brien (AUS)   | DNF                  |
| 165                  | Lukas Pöstlberger (AUT) | DNF                  |
| 166                  | Elmar Reinders (NED)    | 75.                  |
| 167                  | Campbell Stewart (NZL)  | DNF                  |

| Uno-X Pro Cycling Team UXT | Uno-X Pro Cycling Team UXT     | Uno-X Pro Cycling Team UXT |
| -------------------------- | ------------------------------ | -------------------------- |
| Nr.                        | Rytter                         | Placering                  |
| 171                        | Alexander Kristoff (NOR)       | 15.                        |
| 172                        | Louis Bendixen (DEN)           | 98.                        |
| 173                        | Kristoffer Halvorsen (NOR)     | DNF                        |
| 174                        | William Blume Levy (DEN)       | 122.                       |
| 175                        | Erik Nordsæter Resell (NOR)    | 55.                        |
| 176                        | Rasmus Tiller (NOR) (landevej) | 46.                        |
| 177                        | Søren Wærenskjold (NOR)        | 22.                        |

| Movistar Team MOV | Movistar Team MOV         | Movistar Team MOV |
| ----------------- | ------------------------- | ----------------- |
| Nr.               | Rytter                    | Placering         |
| 181               | Iván García Cortina (ESP) | 32.               |
| 182               | Juri Hollmann (GER)       | 82.               |
| 183               | Johan Jacobs (SUI)        | 133.              |
| 184               | Mathias Norsgaard (DEN)   | 65.               |
| 185               | Oier Lazkano (ESP)        | 102.              |
| 186               | Lluís Mas (ESP)           | DNF               |
| 187               | Iván Romeo (ESP)          | DNF               |

| Intermarché-Circus-Wanty ICW | Intermarché-Circus-Wanty ICW | Intermarché-Circus-Wanty ICW |
| ---------------------------- | ---------------------------- | ---------------------------- |
| Nr.                          | Rytter                       | Placering                    |
| 191                          | Mike Teunissen (NED)         | 17.                          |
| 192                          | Dries De Pooter (BEL)        | 38.                          |
| 193                          | Julius Johansen (DEN)        | 71.                          |
| 194                          | Madis Mihkels (EST)          | 114.                         |
| 195                          | Baptiste Planckaert (BEL)    | DNF                          |
| 196                          | Laurenz Rex (BEL)            | 9.                           |
| 197                          | Gerben Thijssen (BEL)        | 70.                          |

| EF Education-EasyPost EFE | EF Education-EasyPost EFE | EF Education-EasyPost EFE |
| ------------------------- | ------------------------- | ------------------------- |
| Nr.                       | Rytter                    | Placering                 |
| 201                       | Jens Keukeleire (BEL)     | 62.                       |
| 202                       | Owain Doull (GBR)         | 59.                       |
| 203                       | Jonas Rutsch (GER)        | 33.                       |
| 204                       | Thomas Scully (NZL)       | 101.                      |
| 205                       | James Shaw (GBR)          | DNF                       |
| 206                       | Marijn van den Berg (NED) | 72.                       |
| 207                       | Julius van den Berg (NED) | 84.                       |

| Astana Qazaqstan Team AST | Astana Qazaqstan Team AST    | Astana Qazaqstan Team AST |
| ------------------------- | ---------------------------- | ------------------------- |
| Nr.                       | Rytter                       | Placering                 |
| 211                       | Gianni Moscon (ITA)          | 36.                       |
| 212                       | Cees Bol (NED)               | 131.                      |
| 213                       | Igor Tjzhan (KAZ) (landevej) | DNF                       |
| 214                       | Jevgenij Fedorov (KAZ)       | 26.                       |
| 215                       | Dmitrij Gruzdev (KAZ)        | 97.                       |
| 216                       | Martin Laas (EST)            | DNF                       |
| 217                       | Gleb Syritsa                 | 117.                      |

| Q36.5 Pro Cycling Team Q36 | Q36.5 Pro Cycling Team Q36 | Q36.5 Pro Cycling Team Q36 |
| -------------------------- | -------------------------- | -------------------------- |
| Nr.                        | Rytter                     | Placering                  |
| 221                        | Tom Devriendt (BEL)        | 85.                        |
| 222                        | Jack Bauer (NZL)           | 115.                       |
| 223                        | Filippo Colombo (SUI)      | DNF                        |
| 224                        | Tobias Ludvigsson (SWE)    | DNF                        |
| 225                        | Matteo Moschetti (ITA)     | DNF                        |
| 226                        | Antonio Puppio (ITA)       | 108.                       |
| 227                        | Nickolas Zukowsky (CAN)    | 125.                       |

| Bingoal WB BWB | Bingoal WB BWB                 | Bingoal WB BWB |
| -------------- | ------------------------------ | -------------- |
| Nr.            | Rytter                         | Placering      |
| 231            | Ludovic Robeet (BEL)           | 99.            |
| 232            | Dorian de Maeght (BEL)         | HD             |
| 233            | Ceriel Desal (BEL)             | 120.           |
| 234            | Karl Patrick Lauk (EST)        | HD             |
| 235            | Alexander Salby (DEN)          | DNF            |
| 236            | Nathan Vandepitte (FRA)        | 130.           |
| 237            | Guillaume Van Keirsbulck (BEL) | 39.            |

| Team Flanders-Baloise TFB | Team Flanders-Baloise TFB | Team Flanders-Baloise TFB |
| ------------------------- | ------------------------- | ------------------------- |
| Nr.                       | Rytter                    | Placering                 |
| 241                       | Lindsay De Vylder (BEL)   | DNF                       |
| 242                       | Ruben Apers (BEL)         | 81.                       |
| 243                       | Alex Colman (BEL)         | DNF                       |
| 244                       | Sander De Pestel (BEL)    | 89.                       |
| 245                       | Gilles De Wilde (BEL)     | 103.                      |
| 246                       | Milan Fretin (BEL)        | 118.                      |
| 247                       | Ward Vanhoof (BEL)        | 113.                      |

| Jumbo-Visma TJV | Jumbo-Visma TJV            | Jumbo-Visma TJV |
| --------------- | -------------------------- | --------------- |
| Nr.             | Rytter                     | Placering       |
| 1               | Dylan van Baarle (NED)     | DNF             |
| 2               | Edoardo Affini (ITA)       | 111.            |
| 3               | Christophe Laporte (FRA)   | 10.             |
| 4               | Timo Roosen (NED)          | 91.             |
| 5               | Tim van Dijke (NED)        | 43.             |
| 6               | Nathan Van Hooydonck (BEL) | 14.             |
| 7               | Wout van Aert (BEL)        | 3.              |

| Groupama-FDJ GFC | Groupama-FDJ GFC      | Groupama-FDJ GFC |
| ---------------- | --------------------- | ---------------- |
| Nr.              | Rytter                | Placering        |
| 11               | Stefan Küng (SUI)     | 5.               |
| 12               | Lewis Askey (GBR)     | 25.              |
| 13               | Olivier Le Gac (FRA)  | 57.              |
| 14               | Fabian Lienhard (SUI) | 34.              |
| 15               | Miles Scotson (AUS)   | 56.              |
| 16               | Jake Stewart (GBR)    | DNF              |
| 17               | Samuel Watson (GBR)   | 121.             |

| Alpecin-Deceuninck ADC | Alpecin-Deceuninck ADC     | Alpecin-Deceuninck ADC |
| ---------------------- | -------------------------- | ---------------------- |
| Nr.                    | Rytter                     | Placering              |
| 21                     | Mathieu van der Poel (NED) | 1.                     |
| 22                     | Silvan Dillier (SUI)       | 42.                    |
| 23                     | Michael Gogl (AUT)         | 123.                   |
| 24                     | Kaden Groves (AUS)         | 31.                    |
| 25                     | Jasper Philipsen (BEL)     | 2.                     |
| 26                     | Jonas Rickaert (BEL)       | 48.                    |
| 27                     | Gianni Vermeersch (BEL)    | 11.                    |

| Bahrain Victorious TBV | Bahrain Victorious TBV | Bahrain Victorious TBV |
| ---------------------- | ---------------------- | ---------------------- |
| Nr.                    | Rytter                 | Placering              |
| 31                     | Matej Mohorič (SLO)    | 29.                    |
| 32                     | Kamil Gradek (POL)     | DNF                    |
| 33                     | Fran Miholjević (CRO)  | 134.                   |
| 34                     | Jonathan Milan (ITA)   | DNF                    |
| 35                     | Andrea Pasqualon (ITA) | 41.                    |
| 36                     | Dušan Rajović (SRB)    | DNF                    |
| 37                     | Fred Wright (GBR)      | DNF                    |

| Ineos Grenadiers IGD | Ineos Grenadiers IGD   | Ineos Grenadiers IGD |
| -------------------- | ---------------------- | -------------------- |
| Nr.                  | Rytter                 | Placering            |
| 41                   | Filippo Ganna (ITA)    | 6.                   |
| 42                   | Kim Heiduk (GER)       | 96.                  |
| 43                   | Luke Rowe (GBR)        | 127.                 |
| 44                   | Magnus Sheffield (USA) | 92.                  |
| 45                   | Connor Swift (GBR)     | 68.                  |
| 46                   | Joshua Tarling (GBR)   | HD                   |
| 47                   | Cameron Wurf (AUS)     | 128.                 |

| Trek-Segafredo TFS | Trek-Segafredo TFS             | Trek-Segafredo TFS |
| ------------------ | ------------------------------ | ------------------ |
| Nr.                | Rytter                         | Placering          |
| 51                 | Mads Pedersen (DEN)            | 4.                 |
| 52                 | Daan Hoole (NED)               | 49.                |
| 53                 | Alex Kirsch (LUX)              | 87.                |
| 54                 | Emīls Liepiņš (LAT) (landevej) | 105.               |
| 55                 | Jasper Stuyven (BEL)           | 20.                |
| 56                 | Edward Theuns (BEL)            | 73.                |
| 57                 | Mathias Vacek (CZE)            | 67.                |

| Soudal Quick-Step SOQ | Soudal Quick-Step SOQ             | Soudal Quick-Step SOQ |
| --------------------- | --------------------------------- | --------------------- |
| Nr.                   | Rytter                            | Placering             |
| 61                    | Kasper Asgreen (DEN)              | DNF                   |
| 62                    | Davide Ballerini (ITA)            | DNF                   |
| 63                    | Tim Declercq (BEL)                | 53.                   |
| 64                    | Yves Lampaert (BEL)               | 24.                   |
| 65                    | Tim Merlier (BEL) (landevej)      | 23.                   |
| 66                    | Florian Sénéchal (FRA) (landevej) | 63.                   |
| 67                    | Bert Van Lerberghe (BEL)          | DNF                   |

| Bora-Hansgrohe BOH | Bora-Hansgrohe BOH           | Bora-Hansgrohe BOH |
| ------------------ | ---------------------------- | ------------------ |
| Nr.                | Rytter                       | Placering          |
| 71                 | Nils Politt (GER) (landevej) | 35.                |
| 72                 | Shane Archbold (NZL)         | DNF                |
| 73                 | Patrick Gamper (AUT)         | 60.                |
| 74                 | Marco Haller (AUT)           | 80.                |
| 75                 | Jonas Koch (GER)             | 109.               |
| 76                 | Jordi Meeus (BEL)            | 112.               |
| 77                 | Ryan Mullen (IRL)            | 116.               |

| Lotto Dstny LTD | Lotto Dstny LTD          | Lotto Dstny LTD |
| --------------- | ------------------------ | --------------- |
| Nr.             | Rytter                   | Placering       |
| 81              | Florian Vermeersch (BEL) | 12.             |
| 82              | Cedric Beullens (BEL)    | 27.             |
| 83              | Arnaud De Lie (BEL)      | 50.             |
| 85              | Frederik Frison (BEL)    | DNF             |
| 86              | Sébastien Grignard (BEL) | DNF             |
| 87              | Liam Slock (BEL)         | 58.             |
| 88              | Brent Van Moer (BEL)     | 54.             |

| Team DSM DSM | Team DSM DSM               | Team DSM DSM |
| ------------ | -------------------------- | ------------ |
| Nr.          | Rytter                     | Placering    |
| 91           | John Degenkolb (GER)       | 7.           |
| 92           | Tobias Lund Andresen (DEN) | DNF          |
| 93           | Pavel Bittner (CZE)        | DNF          |
| 94           | Alberto Dainese (ITA)      | 77.          |
| 95           | Nils Eekhoff (NED)         | 86.          |
| 96           | Tim Naberman (NED)         | 76.          |
| 97           | Sam Welsford (AUS)         | 132.         |

| AG2R Citroën Team ACT | AG2R Citroën Team ACT   | AG2R Citroën Team ACT |
| --------------------- | ----------------------- | --------------------- |
| Nr.                   | Rytter                  | Placering             |
| 101                   | Greg Van Avermaet (BEL) | 37.                   |
| 102                   | Stan Dewulf (BEL)       | 104.                  |
| 103                   | Pierre Gautherat (FRA)  | 83.                   |
| 104                   | Oliver Naesen (BEL)     | 66.                   |
| 105                   | Antoine Raugel (FRA)    | 90.                   |
| 106                   | Michael Schär (SUI)     | 69.                   |
| 107                   | Damien Touzé (FRA)      | 107.                  |

| TotalEnergies TEN | TotalEnergies TEN            | TotalEnergies TEN |
| ----------------- | ---------------------------- | ----------------- |
| Nr.               | Rytter                       | Placering         |
| 111               | Peter Sagan (SVK) (landevej) | DNF               |
| 112               | Edvald Boasson Hagen (NOR)   | 126.              |
| 113               | Maciej Bodnar (POL)          | DNF               |
| 114               | Daniel Oss (ITA)             | DNF               |
| 115               | Geoffrey Soupe (FRA)         | 129.              |
| 116               | Anthony Turgis (FRA)         | 74.               |
| 117               | Dries Van Gestel (BEL)       | 18.               |

| Israel-Premier Tech IPT | Israel-Premier Tech IPT         | Israel-Premier Tech IPT |
| ----------------------- | ------------------------------- | ----------------------- |
| Nr.                     | Rytter                          | Placering               |
| 121                     | Sep Vanmarcke (BEL)             | 16.                     |
| 122                     | Guillaume Boivin (CAN)          | 45.                     |
| 123                     | Itamar Einhorn (ISR) (landevej) | 124.                    |
| 124                     | Derek Gee (CAN)                 | 135.                    |
| 125                     | Jens Reynders (BEL)             | 119.                    |
| 126                     | Tom Van Asbroeck (BEL)          | 30.                     |
| 127                     | Rick Zabel (GER)                | 64.                     |

| Arkéa-Samsic ARK | Arkéa-Samsic ARK      | Arkéa-Samsic ARK |
| ---------------- | --------------------- | ---------------- |
| Nr.              | Rytter                | Placering        |
| 131              | Matis Louvel (FRA)    | 47.              |
| 132              | Jenthe Biermans (BEL) | 51.              |
| 133              | David Dekker (NED)    | 110.             |
| 134              | Hugo Hofstetter (FRA) | 78.              |
| 135              | Daniel McLay (GBR)    | DNF              |
| 136              | Luca Mozzato (ITA)    | 21.              |
| 137              | Clément Russo (FRA)   | DNF              |

| UAE Team Emirates UAD | UAE Team Emirates UAD      | UAE Team Emirates UAD |
| --------------------- | -------------------------- | --------------------- |
| Nr.                   | Rytter                     | Placering             |
| 141                   | Matteo Trentin (ITA)       | 19.                   |
| 142                   | Pascal Ackermann (GER)     | DNF                   |
| 143                   | Rui Oliveira (POR)         | 52.                   |
| 144                   | Sjoerd Bax (NED)           | 13.                   |
| 145                   | Mikkel Bjerg (DEN)         | 40.                   |
| 146                   | Ryan Gibbons (RSA)         | 88.                   |
| 147                   | Vegard Stake Laengen (NOR) | 44.                   |

| Cofidis COF | Cofidis COF            | Cofidis COF |
| ----------- | ---------------------- | ----------- |
| Nr.         | Rytter                 | Placering   |
| 151         | Max Walscheid (GER)    | 8.          |
| 152         | Piet Allegaert (BEL)   | DNF         |
| 153         | André Carvalho (POR)   | 94.         |
| 154         | Wesley Kreder (NED)    | 61.         |
| 155         | Christophe Noppe (BEL) | 95.         |
| 156         | Alexis Renard (FRA)    | 28.         |
| 157         | Jelle Wallays (BEL)    | 93.         |

| Team Jayco AlUla JAY | Team Jayco AlUla JAY    | Team Jayco AlUla JAY |
| -------------------- | ----------------------- | -------------------- |
| Nr.                  | Rytter                  | Placering            |
| 161                  | Zdeněk Štybar (CZE)     | 79.                  |
| 162                  | Alexandre Balmer (SUI)  | 106.                 |
| 163                  | Luke Durbridge (AUS)    | 100.                 |
| 164                  | Kelland O'Brien (AUS)   | DNF                  |
| 165                  | Lukas Pöstlberger (AUT) | DNF                  |
| 166                  | Elmar Reinders (NED)    | 75.                  |
| 167                  | Campbell Stewart (NZL)  | DNF                  |

| Uno-X Pro Cycling Team UXT | Uno-X Pro Cycling Team UXT     | Uno-X Pro Cycling Team UXT |
| -------------------------- | ------------------------------ | -------------------------- |
| Nr.                        | Rytter                         | Placering                  |
| 171                        | Alexander Kristoff (NOR)       | 15.                        |
| 172                        | Louis Bendixen (DEN)           | 98.                        |
| 173                        | Kristoffer Halvorsen (NOR)     | DNF                        |
| 174                        | William Blume Levy (DEN)       | 122.                       |
| 175                        | Erik Nordsæter Resell (NOR)    | 55.                        |
| 176                        | Rasmus Tiller (NOR) (landevej) | 46.                        |
| 177                        | Søren Wærenskjold (NOR)        | 22.                        |

| Movistar Team MOV | Movistar Team MOV         | Movistar Team MOV |
| ----------------- | ------------------------- | ----------------- |
| Nr.               | Rytter                    | Placering         |
| 181               | Iván García Cortina (ESP) | 32.               |
| 182               | Juri Hollmann (GER)       | 82.               |
| 183               | Johan Jacobs (SUI)        | 133.              |
| 184               | Mathias Norsgaard (DEN)   | 65.               |
| 185               | Oier Lazkano (ESP)        | 102.              |
| 186               | Lluís Mas (ESP)           | DNF               |
| 187               | Iván Romeo (ESP)          | DNF               |

| Intermarché-Circus-Wanty ICW | Intermarché-Circus-Wanty ICW | Intermarché-Circus-Wanty ICW |
| ---------------------------- | ---------------------------- | ---------------------------- |
| Nr.                          | Rytter                       | Placering                    |
| 191                          | Mike Teunissen (NED)         | 17.                          |
| 192                          | Dries De Pooter (BEL)        | 38.                          |
| 193                          | Julius Johansen (DEN)        | 71.                          |
| 194                          | Madis Mihkels (EST)          | 114.                         |
| 195                          | Baptiste Planckaert (BEL)    | DNF                          |
| 196                          | Laurenz Rex (BEL)            | 9.                           |
| 197                          | Gerben Thijssen (BEL)        | 70.                          |

| EF Education-EasyPost EFE | EF Education-EasyPost EFE | EF Education-EasyPost EFE |
| ------------------------- | ------------------------- | ------------------------- |
| Nr.                       | Rytter                    | Placering                 |
| 201                       | Jens Keukeleire (BEL)     | 62.                       |
| 202                       | Owain Doull (GBR)         | 59.                       |
| 203                       | Jonas Rutsch (GER)        | 33.                       |
| 204                       | Thomas Scully (NZL)       | 101.                      |
| 205                       | James Shaw (GBR)          | DNF                       |
| 206                       | Marijn van den Berg (NED) | 72.                       |
| 207                       | Julius van den Berg (NED) | 84.                       |

| Astana Qazaqstan Team AST | Astana Qazaqstan Team AST    | Astana Qazaqstan Team AST |
| ------------------------- | ---------------------------- | ------------------------- |
| Nr.                       | Rytter                       | Placering                 |
| 211                       | Gianni Moscon (ITA)          | 36.                       |
| 212                       | Cees Bol (NED)               | 131.                      |
| 213                       | Igor Tjzhan (KAZ) (landevej) | DNF                       |
| 214                       | Jevgenij Fedorov (KAZ)       | 26.                       |
| 215                       | Dmitrij Gruzdev (KAZ)        | 97.                       |
| 216                       | Martin Laas (EST)            | DNF                       |
| 217                       | Gleb Syritsa                 | 117.                      |

| Q36.5 Pro Cycling Team Q36 | Q36.5 Pro Cycling Team Q36 | Q36.5 Pro Cycling Team Q36 |
| -------------------------- | -------------------------- | -------------------------- |
| Nr.                        | Rytter                     | Placering                  |
| 221                        | Tom Devriendt (BEL)        | 85.                        |
| 222                        | Jack Bauer (NZL)           | 115.                       |
| 223                        | Filippo Colombo (SUI)      | DNF                        |
| 224                        | Tobias Ludvigsson (SWE)    | DNF                        |
| 225                        | Matteo Moschetti (ITA)     | DNF                        |
| 226                        | Antonio Puppio (ITA)       | 108.                       |
| 227                        | Nickolas Zukowsky (CAN)    | 125.                       |

| Bingoal WB BWB | Bingoal WB BWB                 | Bingoal WB BWB |
| -------------- | ------------------------------ | -------------- |
| Nr.            | Rytter                         | Placering      |
| 231            | Ludovic Robeet (BEL)           | 99.            |
| 232            | Dorian de Maeght (BEL)         | HD             |
| 233            | Ceriel Desal (BEL)             | 120.           |
| 234            | Karl Patrick Lauk (EST)        | HD             |
| 235            | Alexander Salby (DEN)          | DNF            |
| 236            | Nathan Vandepitte (FRA)        | 130.           |
| 237            | Guillaume Van Keirsbulck (BEL) | 39.            |

| Team Flanders-Baloise TFB | Team Flanders-Baloise TFB | Team Flanders-Baloise TFB |
| ------------------------- | ------------------------- | ------------------------- |
| Nr.                       | Rytter                    | Placering                 |
| 241                       | Lindsay De Vylder (BEL)   | DNF                       |
| 242                       | Ruben Apers (BEL)         | 81.                       |
| 243                       | Alex Colman (BEL)         | DNF                       |
| 244                       | Sander De Pestel (BEL)    | 89.                       |
| 245                       | Gilles De Wilde (BEL)     | 103.                      |
| 246                       | Milan Fretin (BEL)        | 118.                      |
| 247                       | Ward Vanhoof (BEL)        | 113.                      |